# 우즈베키스탄-우크라이나 관계
우즈베키스탄-우크라이나 관계(우크라이나어: Українсько-узбецькі відносини, 우즈베크어: Oʻzbekiston — Ukraina munosabatlari)는 우즈베키스탄과 우크라이나 간의 양국 관계를 가리킨다.

## 개요

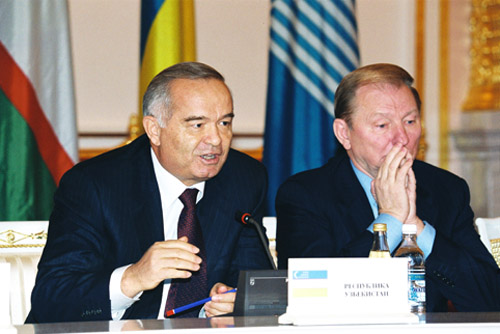
이슬람 카리모프 우즈베키스탄 대통령과 레오니드 쿠치마 우크라이나 대통령 (2001년 촬영)

우즈베키스탄과 우크라이나는 1991년에 소련의 붕괴와 함께 독립했다. 두 나라는 1992년 8월 25일에 우크라이나 키이우에서 외교 관계 수립에 관한 의정서에 서명했다. 우크라이나 정부는 1993년에 우즈베키스탄 타슈켄트 주재 대사관을 개설했고 우즈베키스탄 정부는 1995년에 우크라이나 키이우 주재 우즈베키스탄 대사관을 개설했다. 우즈베키스탄과 우크라이나 사이에는 양국 관계의 법적 기반을 형성하는 149개의 문서가 있다.
우즈베키스탄 정부는 2014년 국영 통신사인 자혼(Jahon)을 통해 공개된 공식 성명을 통해 "최근 우크라이나에서 일어나고 있는 일련의 사태는 특정 국가의 주권과 영토 보전에 대한 위협을 야기한다. 이는 우즈베키스탄에 깊은 불안과 우려를 가져온다."고 지적했다. 하지만 우즈베키스탄 정부는 2018년에 크림반도와 관련된 유엔 총회 결의안 2건에 반대표를 던졌다.
셰르조드 아사도프 우즈베키스탄 대통령실 대변인은 페이스북 계정 게시글을 통해 "우즈베키스탄 정부는 2022년 러시아의 우크라이나 침공에 대해 균형 있고 중립적인 입장을 취하고 있다. 러시아와 우크라이나 양측이 조만간 상호 수용 가능한 방법을 찾아 상황을 해결하고 더 이상 확대되지 않기를 바란다."고 밝혔다. 우즈베키스탄 정부는 러시아의 우크라이나 침공에 대하여 "우즈베키스탄 정부는 우크라이나 돈바스 지방의 친러시아 분리주의 반군이 수립한 미승인 국가인 도네츠크 인민공화국·루간스크 인민공화국을 주권 국가로 승인하지 않는다. 우즈베키스탄 정부는 우크라이나의 독립, 주권, 영토 보전을 지지하며 분쟁의 평화적인 해결을 원하고 있다. 또한 우즈베키스탄 정부는 분쟁 당사국인 러시아·우크라이나와의 협력 관계를 구축할 의사를 갖고 있음을 밝힌다."고 전했다.

## 경제 관계
우즈베키스탄은 우크라이나에 면섬유, 직물, 석유 제품 및 비철 금속을 수출한다. 우크라이나는 우즈베키스탄에 기계 및 장비, 의약품, 원자재 및 제품, 목재를 수출한다. 2020년 10월 1일 기준으로 우즈베키스탄에서는 62개의 우크라이나 기업이 입주하고 있고 우크라이나 자본을 활용한 73건의 합작 투자가 진행되고 있다. 우크라이나에서는 우즈베키스탄 자본을 활용한 35건의 합작 투자가 진행되고 있다.
2018년에 우즈베키스탄은 우크라이나 설탕 수출의 60%를 차지하는 최대 수입국이 되었다. 그러나 같은 해 10월 초에 우즈베키스탄의 자동차 제조 업체들에게 다양한 형태의 지원을 제공함으로써 부당한 이득을 주고 있다는 우크라이나 최고 라다의 조사 결과로 인해 납품이 복잡해졌다. 우즈베키스탄 국민의회는 이에 대한 대응 조치로 우크라이나산 설탕과 의약품에 제재와 수입 금지 조치를 부과했다. 이러한 위기는 같은 해 12월에 우크라이나-우즈베키스탄 공동위원회가 소집되어 양국의 이익을 위한 경제 문제에 대한 협력을 논의하면서 종료되었다.

## 문화 관계
우즈베키스탄에 건립된 최초의 타라스 셰우첸코 기념 동상은 1920년 11월 21일에 타슈켄트에 세워졌다. 2000년 10월에 우크라이나의 레오니드 쿠치마 대통령이 우즈베키스탄을 공식 방문했을 때 우즈베키스탄의 이슬람 카리모프 대통령은 쿠치마 우크라이나 대통령과 함께 장래에 건립될 셰우첸코 기념 표지석을 세웠다. 쿠치마 대통령은 2년 후인 2002년 12월 20일에 우크라이나의 조각가인 레오니드 랴브체우가 만든 셰우첸코 기념 동상을 공개했다. 2016년에는 우크라이나 키이우에 알리셰르 나보이 기념 동상을 세우려는 계획이 공개되었다.

## 우즈베키스탄의 우크라이나인 디아스포라
우즈베키스탄에는 현재 86,000명의 우크라이나인 또는 우크라이나계 사람들이 거주하고 있다. 이들은 주로 타슈켄트, 사마르칸트, 부하라, 페르가나와 같은 대도시에서 거주하며 우즈베크어와 수르지크어를 구사한다. 크림 타타르어 또한 이 공동체에서 널리 사용된다. 이들 가운데 대부분은 우크라이나 그리스 가톨릭교회와 우크라이나 정교회 신자이다.
우크라이나와 러시아의 기록 보관소에 따르면 18세기 중반에 우크라이나인들이 최초로 러시아 제국의 지배를 받고 있던 중앙아시아에 도착했다고 한다. 1885년에 우크라이나인들이 러시아령 투르키스탄에 정착하기 시작했였고 1897년에는 사마르칸트주에 우크라이나어 학교와 다른 우크라이나 전통 문화가 지켜졌다. 제2차 세계 대전 기간 동안에 우크라이나 소비에트 사회주의 공화국에 거주하던 우크라이나인 수천 명이 우즈베크 소비에트 사회주의 공화국으로 피난을 갔다. 1966년 타슈켄트 지진의 여파로 2,500명 이상의 우크라이나 기술자들이 타슈켄트 복구에 참여했다.
2014년 1월에는 우즈베키스탄의 우크라이나 디아스포라 지도자들이 셰우첸코 기념 동상 근처에서 유로마이단을 지지하는 무단 집회를 열었다. 이 집회에서 참가자들은 우크라이나의 국기, 조지아의 국기, 우크라이나 반역군의 기를 흔들었다.

## 같이 보기
- 우크라이나의 대외 관계
- 우즈베키스탄의 대외 관계